# Бринкли, Джоэл
Джоэл Бринкли (англ. Joel Brinkley, 22 июля 1952 года — 11 марта 2014 года) — американский корреспондент, получивший Пулитцеровскую премию за международный репортаж 1980 года. Бо́льшую часть своей карьеры Бринкли посвятил работе в газете The New York Times, для которой освещал национальную и международную повестку.

## Биография
Выросший в семье телевизионного журналиста Дэвида Бринкли, Джоэл Бринкли посещал Старшую школу друзей Сидвелла в Вашингтоне. Окончив обучение, он поступил в Университет Северной Каролины в Чапел-Хилл. Получив степень бакалавра в журналистике, Бринкли поступил в штат Associated Press в Шарлотте. С 1975 года он три года работал штатным репортёром The News Leader в Вирджинии, где освещал местную повестку и работу региональных органов власти. Так, в 1977 году он выпустил серию статей о возрождении Ку-клукс-клана под предводительством Дэвида Дьюка.
В сентябре 1978 года он переехал в Кентукки, чтобы присоединиться к штату The Courier-Journal. Редакция неоднократно посылала его освещать международные конфликты, одним из которых стала Гражданская война в Камбодже в 1979 году. Вместе с фотографом Джеем Мазером Бринкли представил мировому сообществу падение режима Пола Пота и возникший в результате кризис. Годом позднее журналист и репортёр были отмечены Пулитцеровской премией за международный репортаж. Следующие два года подряд Бринкли становился финалистом премии в номинации «За выдающееся расследование». В 1982 году репортажи корреспондента принесли Courier-Journal Премию Пенни-Миссури.
Осенью 1983 года Джоэл Бринкли присоединился к вашингтонскому бюро The New York Times. Он освещал международную повестку, руководил филиалом газеты в Иерусалиме, выступал корреспондентом в Белом доме. В частности, он освещал террористическую атаку на штаб-квартиру американской морской пехоты в Ливане, Войну с наркотиками в США, сбои в работе Федеральной миграционной службы, антимонопольное дело против Microsoft и слушания по делу Иран — контрас.
За более чем двадцать лет работы в New York Times Бринкли успел поработать в должности редактора, редактора отделов проектов и журналистских расследований офиса в Вашингтоне, нью-йоркского политического редактора. Всего за свою журналистскую карьеру Бринкли служил в 46 штатах и более 50 странах, был отмечен рядом наград, включая Премию Джорджа Полка. В течение пяти лет с 2001 года он работал директором Фонда журналистских расследований. Позднее Бринкли присоединился к преподавательскому составу Стэнфордского университета, где также писал редакторскую колонку о международной повестке. В конце 2013 года он перешёл в команду специального генерального инспектора по реновации на территории Республики Афганистан Джона Ф. Сопко в качестве тактического советника. Параллельно он продолжал журналистскую деятельность, выпуская авторские материалы для Politico. Бринкли скончался в 2014-м в возрасте 61 года от острого не диагностированного лейкоза, повлёкшего пневмонию.

## Книги
- Роман «Миссия циркового мастера» (англ. The Circus Master's Mission, 1989)[4];
- «Внутри Интифады» (англ. Inside the Intifada, 1989)[10];
- «Упрямая сила Ицхака Шамира» (англ. The Stubborn Strength of Yitzhak Shamir, 1989)[11];
- «Определяя видение: битва за будущее телевидения» (англ. Defining Vision: The Battle for the Future of Television, 1998)[5];
- «США против Microsoft: скрытая история знаменательного дела» (англ. U.S. vs. Microsoft: The Inside Story of the Landmark Case в соавторстве со Стивом Лором, 2001)[5];
- Глава о Джордже Буше младшем в книге «Американское президентство» (англ. The American Presidency, 2004)[6];
- «Проклятие Камбоджи: современная история беспокойной страны» (англ. Cambodia's Curse: The Modern History of a Troubled Land, 2011)[4].